# شراب سفید
شراب سفید نوعی شراب است که در جریان تولید، پوست انگور را پیش از شروع تخمیر از آب انگور جدا می‌کنند تا مواد رنگی پوست در الکل ناشی از تخمیر حل نشود. این شراب از تخمیر الکلی تفاله غیر رنگی انگور تولید می‌شود. شراب بیش از ۴۰۰۰ سال است که به‌وجود آمده‌است.
شراب سفید نوعی شراب است که از انگور تخمیر شده یا آب انگور تهیه می‌شود که بافت آن روشن است. رنگ شراب می‌تواند از شفاف تا زرد یا طلایی متغیر باشد و می‌تواند خشک، نیمه خشک یا شیرین باشد. شراب سفید معمولاً به صورت سرد سرو می‌شود و اغلب با غذاهای دریایی، مرغ یا ماکارونی سبک همراه می‌شود. برخی از انواع شراب سفید محبوب عبارتند از Chardonnay, Sauvignon Blanc, Pinot Grigio, Riesling و Moscato. شراب سفید را می‌توان به تنهایی میل کرد یا در آشپزی برای طعم دادن به سس‌ها و مارینادها استفاده کرد.